# Benoît Malon
Benoît Malon (Précieux, departamento de Loire, 23 de junio de 1841 - Asnières-sur-Seine, 13 de septiembre de 1893) fue un periodista y escritor anarquista francés.

## Biografía
Hijo de campesinos pobres, tenía gusto por el estudio y fue un buen alumno de la escuela común de Précieux, pero, huérfano de padre, debió colocarse como peón agrícola. Enfermo, marchó a Forez y fue recogido por su hermano Jean Malon, maestro, y se benefició durante dos años de sus lecciones. Después fue alumno en Lyon de una escuela clerical que preparaba para el seminario menor. Esta formación explica cómo pudo llegar a ser periodista y escritor. 
Habiendo perdido la fe,  renunció a entrar en el seminario y marchó a París en 1863 y encontró un empleo de obrero teñidor textil en una factoría de Puteaux. Zéphyrin Camélinat le hizo adherirse a la Asociación Internacional de los Trabajadores (AIT por sus siglas). En 1866, en Puteaux, Malon organizó el sindicato de obreros textiles tintoreros y funda la Sociedad de socorros mutuos. Junto a su amigo Eugène Varlin, uno de los dirigentes de la sección francesa de la AIT que había sido sancionado, fue encarcelado dos veces (1868 y 1870). En 1870, convertido en periodista en La Marseillaise (1868), el periódico de Henri Rochefort, dio cuenta en una serie de artículos destacados de la situación en las fábricas Schneider de Creusot. En 1870, próximo el tercer congreso de la Internacional, fue condenado a un año de prisión. Se había convertido en compañero de la novelista feminista y revolucionaria Léodile Champseix (pseudónimo literario: André Léo), con quien se casó en 1872.
Fue liberado por la proclamación de la República el 4 de septiembre de 1870. Durante el sitio de París por los alemanes en 1870, organiza con Eugène Varlin la asistencia pública para los parisinos más pobres. Es miembro del Comité central républicain des Vingt arrondissements y adjunto del decimoséptimo. En febrero de 1871 Malon fue elegido diputado socialista revolucionario del Sena, pero dimitió junto a Victor Hugo y otros diputados republicanos para protestar contra la cesión de la Alsacia-Lorena.
El 26 de marzo es elegido en el Consejo de la Comuna y organiza la defensa del barrio de Batignolles durante la Semana sangrienta. Está en la comisión de Trabajo y Cambio y vota contra la creación del Comité de Salud Pública (1871). Después de la Semana sangrienta, se exilió en Lugano, Suiza, y luego en Italia, donde participó en el movimiento obrero. En diciembre de 1871 se adhirió a la Federación del Jura de tendencia bakuninista. Publica La Troisième défaite du Prolétariat français.

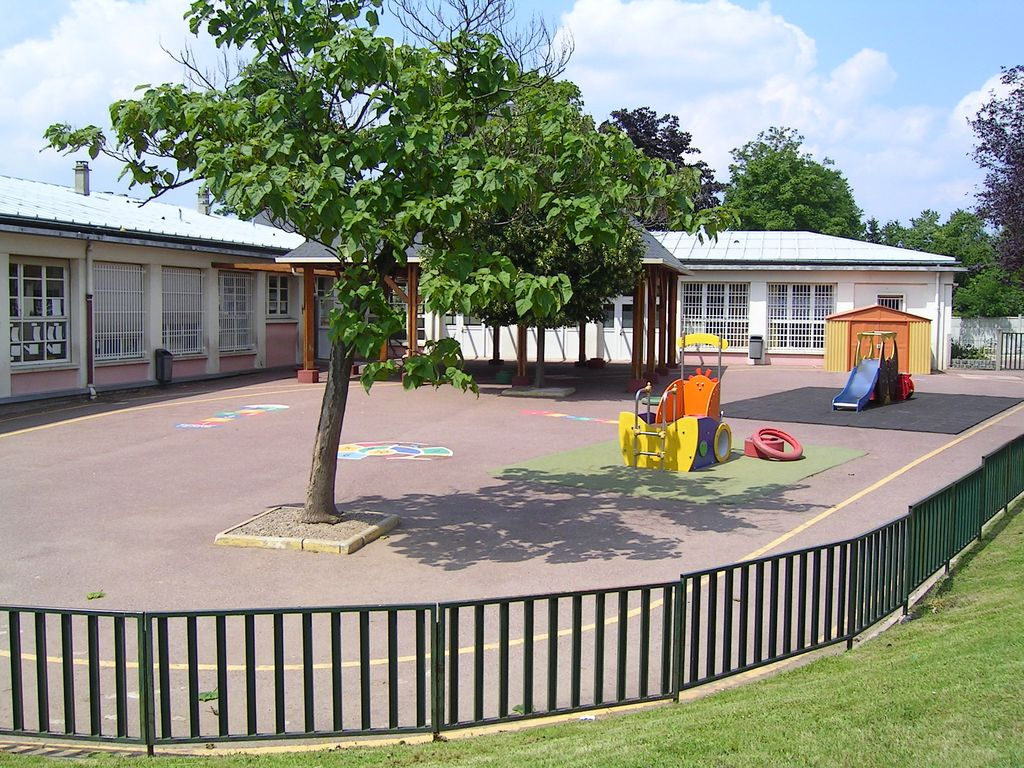
Una escuela maternal de Livry-Gargan lleva el nombre de Benoît Malon.

Volvió a Francia tras la amnistía de 1880 y presidió el Congreso Socialista de Saint-Etienne (1882) que supuso la ruptura entre reformistas posibilistas, conducidos por Paul Brousse, del cual el formaba parte sin embargo, y los partidarios de Jules Guesde («marxistas»). Socialista independiente, fundó con Elie Peyron y el primer director, de 1885 a su muerte, La Revue socialiste, que fue abierta a todas las tendencias del Socialismo francés. Allí publicó numerosas obras, de las cuales Le Socialisme intégral (1891) influyó a toda una generación de militantes y en la quepropone la creación de un Ministerio de Seguridad Social o Estado Providente. A su muerte diez mil personas acompañaron su cuerpo al cementerio de Père-Lachaise. En 1913 un monumento destinado a recoger sus cenizas fue erigido frente al Muro de los Federados y Jean Jaurès pronunció un discurso.

## Obras
- La Troisième défaite du Prolétariat Français (citado en 1876 en su libro Spartacus)
- Spartacus ou la guerre des esclaves (novela histórica, 1876.
- Anunciados en su libro Spartacus: La guerre des paysans y La guerre des prolétaires (no confirmados)
- Manuel d'Économie sociale (1883)
- Morale sociale (1886, reeditado en Éditions Le bord de l'eau, Latresne, 2007, bajo el título La morale sociale. Morale socialiste et politique réformiste)
- Le socialisme intégral, Alcan, Paris, (1891)
- Précis historiques,théorique et pratique du socialisme (1892)
- Benoît Malon, "Fragment de Mémoires", Montbrison, Village de Forez, (1984).